# Военные машины
Военные машины (англ. The War Machines) — двадцать седьмая серия британского научно-фантастического телесериала «Доктор Кто», состоящая из четырёх эпизодов, которые были показаны в период с 25 июня по 16 июля 1966 года. Все четыре эпизода сохранились в архивах Би-би-си.

## Синопсис
Суперкомпьютер ВОТАН раскрывает свою истинную сущность и готовит план по захвату Земли

## Сюжет
ТАРДИС приземляется в Лондоне рядом с BT Tower. Доктора не покидает чувство наличия странной энергии рядом. Он с Додо посещает башню и встречает профессора Бретта, создателя ВОТАН (WOTAN), Всем Операциям Требуются АНалоги (Will Operating Thought ANalogue), продвинутого компьютера. К удивлению героев, он даже знает, что такое ТАРДИС. Через 4 дня ВОТАН подсоединят к остальным главным компьютерам, включая Белый дом, Канаверал и Королевский флот.
Додо и Полли, секретарша Бретта, идут в местный ночной клуб Инферно, где они встречают моряка Бена Джексона, в то время как Доктор посещает встречу в Королевском научном клубе по поводу ВОТАН, проводимую сэром Чарльзом Саммером. Но прежде чем Бретт отправляется на встречу из башни, его гипнотизирует гул, издаваемый ВОТАН. Он приводит Кримптона, специалиста по электронике, со встречи к ВОТАН, и того также захватывает компьютер. Майора Грина, начальника охраны башни, также захватывают, и тот посылает сигналы контроля ВОТАН Додо по телефону в ночном клубе. Та возвращается в башню, и ВОТАН говорит ей: «Доктор необходим, приведите его сюда».
ВОТАН заключает, что человечество не сможет дальше развивать мир, и решает захватить мир с помощью Военных машин, мобильных компьютеров, подобных ему. Используя гипноконтроль, ВОТАН вербует рабочих для построения 12 военных машин в Лондоне, который станет первой захваченной столицей. Одна из таких строится на складе в Ковент Гарден рядом с клубом Инферно. Доктор, Додо, Бен и Полли едут в резиденцию сэра Чарльза, куда Доктора пригласили, в такси, из которого бродяга выходит рядом с ночным клубом. В поисках ночлега, он обнаруживает Бретта и рабочих, строящих Машину 3 на складе. Его ловят и убивают при попытке к побегу.
На следующий день Додо пытается привести Доктора к телефону Бретта в башне, и его почти захватывает ВОТАН. Думая, что Доктор под контролем, она раскрывает ему план: военные машину строятся в ключевых точках Лондона. Доктор снимает гипноз с неё, и её посылают в деревню к жене сэра Чарльза.
Когда Полли не показывается на обеде с Беном, Доктор посылает того на расследование зоны вокруг ночного клуба, после того как прочитал о смерть бродяги в газете. Бен также находит военную машину на складе, тестируемую под присмотром Майора Грина. Машина обнаруживает Бена, и его ловит загипнотизированная Полли. Но та также его спасает, сказав, что ВОТАНу требуется каждый раб. Работая с другими, Бен узнаёт, что 12 машин атакуют в полдень. Он сбегает, и Полли его не останавливает, и предупреждает Доктора и сэра Чарльза. Полли отсылают в башню для наказания ВОТАНом.
После инструкций сэра Чарльза, армия обследует склад, но всё их оружие отключает машина. Они пытаются отступить, но Доктор становится перед машиной, и та останавливается: она не запрограммирована полностью. С деактивацией Машины 3, рабочие, включая Грина, освобождаются из под контроля. Обследуя программу машины, Доктор обнаруживает, что есть ещё 11 машин по всему Лондону, и они атакуют в сегодня в полдень. Вскоре обнаруживают Машину 9, доставленную на улицы. С помощью армии Доктор захватывает машину в электромагнитное поле, парализуя её, и программирует её на уничтожение ВОТАНа. Бен отправляется в башню до Машины 9 и вытаскивает Полли из комнаты ВОТАН, когда машина въезжает в комнату и уничтожает неподвижный компьютер. Кримптон убит, но ВОТАН, дающий приказы остальным 10 машинам, уничтожен, и все загипнотизированные возвращаются к норме.
Бен и Полли встречают Доктора рядом с ТАРДИС, чтобы объяснить, что Додо решила остаться. Доктор благодарит их, и заходит в будку, а за ним и Бен с Полли, чтобы вернуть ему ключ Додо. Они неожиданно для себя отправляются в путешествие в пространстве и времени…

## Трансляции и отзывы
| Эпизод            | Дата показа  | Продолжительность | Телезрители (в миллионах) | Archive  |
| ----------------- | ------------ | ----------------- | ------------------------- | -------- |
| «Эпизод 1»        | 25 июня 1966 | 24:01             | 5,4                       | 16mm t/r |
| «Эпизод 2»        | 2 июля 1966  | 24:00             | 4,7                       | 16mm t/r |
| «Эпизод 3»        | 9 июля 1966  | 23:58             | 5,3                       | 16mm t/r |
| «Эпизод 4»        | 16 июля 1966 | 23:11             | 5,5                       | 16mm t/r |
| [ 1 ] [ 2 ] [ 3 ] |              |                   |                           |          |